# Csepel-Háros
Pour les articles homonymes, voir Csepel.
Háros est un quartier situé dans le 21e arrondissement de Budapest. 